# Juan Carlos García-Perrote
Juan Carlos García-Perrote Escartín (Madrid, 1955) es un arquitecto y urbanista español. especialista, entre otros paisajes urbanos, en el Paseo del Prado y el Buen Retiro, paisaje de las artes y las ciencias.

## Trayectoria
García-Perrote estudió y se tituló arquitecto en la Escuela Técnica Superior de Arquitectura de Madrid en el año 1978. Desde 1978 trabaja como profesional independiente, como docente y como investigador. En 2003 leyó su tesis doctoral de título El eje prado recoletos castellana. Una interpretación de su papel urbano y es doctor arquitecto por la Universidad Europea. Entre los años 1978 a 1998 fue profesor en la Universidad Politécnica de Madrid, en la ETSAM y desde 1996 es profesor en la Universidad Europea de Madrid, también en la escuela de arquitectura. Además en la Universidad Europea ha ocupado diferentes cargos, entre los años 2006 y 2010 fue director de la Escuela Superior de Arte y Arquitectura, y los años 2010 y 2011 fue director de la Escuela de Arquitectura en Valencia.
García-Perrote escribe y publica sobre patrimonio arquitectónico y Rehabilitación de barrios, arquitectura, territorio y espacio urbano, en revistas especializadas, libros en colaboración, como el de título Metodología experimental para la revisión de los catálogos de patrimonio edificado. Proyecto de investigación en arquitectura publicado en 2018, o individualmente como el libro de título Posmetrópolis y territorios, publicado en 2019.
García-Perrote está colegiado desde 1978 en el Colegio Oficial de Arquitectos de Madrid y ha formado parte de la Junta de Representantes del año 2007 hasta mayo del año 2022. Entre los trabajos realizados como profesional arquitecto urbanista destacar algunos reconocidos con premios como el Pasillo Verde Ferroviario de 1989 y el plan regional de Estrategia Territorial realizado en 1995, ambos con premio de urbanismo, en cada año, 1989 y 1995 respectivamente, del Ayuntamiento de Madrid. También ha obtenido dos veces el premio de Restauración arquitectónica de la Real Fundación de Toledo, en 1993 por la restauración de la Iglesia de Santa Justa y Rufina y en 1995 por la restauración en el archivo de la nobleza en el Hospital de Tavera.

## Reconocimientos
- 1989 Pasillo Verde Ferroviario, premio de urbanismo del Ayuntamiento de Madrid[11]

## Publicaciones seleccionadas
- 2018 Metodología experimental para la revisión de los catálogos de patrimonio edificado. Proyecto de investigación en arquitectura[5]
- 2019 Posmetrópolis y territorios: aproximaciones escritas y dibujadas. Editorial Universidad San Jorge, ISBN: 978-84-948313-1-7[6]